# Kakari-iwa
Kakari-iwa (japanisch かかり岩 ‚Hängender Felsen‘) ist ein kleiner Nunatak im ostantarktischen Königin-Maud-Land. Er ragt rund 5,5 km südöstlich des Mount Gaston de Gerlache im südlichen Teil des Königin-Fabiola-Gebirges auf.
Japanische Wissenschaftler nahmen 1973 Vermessungen und 1981 die Benennung vor.